# Larbroye
Ne doit pas être confondu avec Labroye.
Larbroye est une commune française située dans le département de l'Oise en région Hauts-de-France.

## Géographie

### Localisation
La commune est un village périurbain situé sur les axes Noyon-Lassigny et Noyon-Compiègne.
Elle se trouve dans l'aire d'attraction de Noyon ainsi que dans le bassin de vie de cette ville, et dans la zone d'emploi de Compiègne

### Communes limitrophes
Les communes limitrophes sont  Noyon, Passel, Suzoy, Vauchelles et Ville.

### Hydrographie

#### Réseau hydrographique

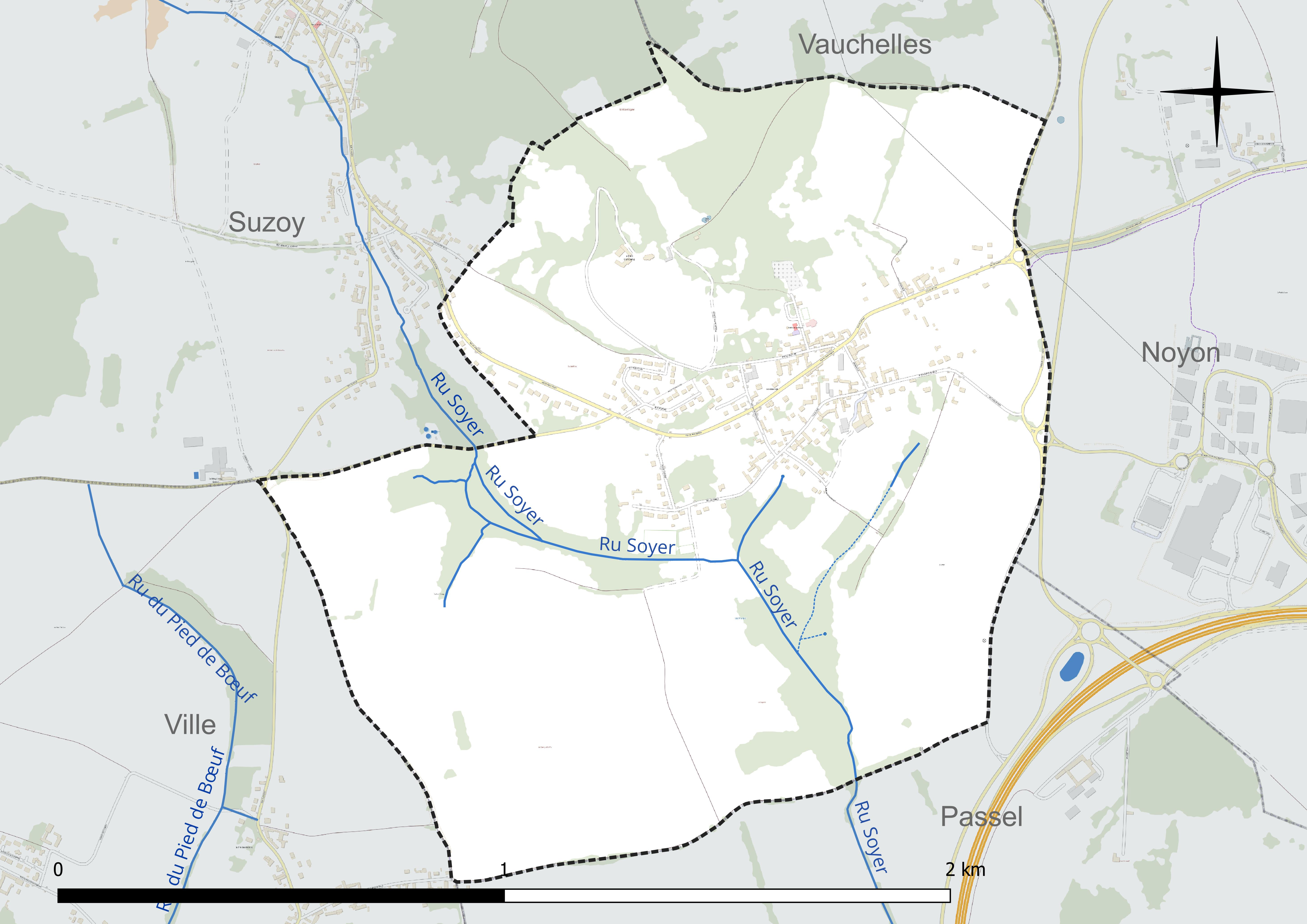
Réseau hydrographique de Larbroye.

La commune est située dans le bassin Seine-Normandie.
Elle est drainée par le ru Soyer,.

#### Gestion et qualité des eaux
Le territoire communal est couvert par le schéma d'aménagement et de gestion des eaux (SAGE) « Sensée ». Ce document de planification concerne un territoire de 1 013 km2 de superficie, délimité par le bassin versant de l'Oise moyenne. Le périmètre a été arrêté le 24 avril 2017 et le SAGE est, en 2024, encore en élaboration. La structure porteuse de l'élaboration et de la mise en œuvre est le syndicat mixte du SAGE Oise-Moyenne (SMOM).
La qualité des cours d'eau peut être consultée sur un site dédié géré par les agences de l'eau et l'Agence française pour la biodiversité.

### Climat
Pour des articles plus généraux, voir Climat des Hauts-de-France et Climat de l'Oise.
En 2010, le climat de la commune est de type climat océanique dégradé des plaines du Centre et du Nord, selon une étude du CNRS s'appuyant sur une série de données couvrant la période 1971-2000. En 2020, Météo-France publie une typologie des climats de la France métropolitaine dans laquelle la commune est exposée à un climat océanique et est dans la région climatique Nord-est du bassin Parisien, caractérisée par un ensoleillement médiocre, une pluviométrie moyenne régulièrement répartie au cours de l'année et un hiver froid (3 °C).
Pour la période 1971-2000, la température annuelle moyenne est de 10,6 °C, avec une amplitude thermique annuelle de 15 °C. Le cumul annuel moyen de précipitations est de 733 mm, avec 11,3 jours de précipitations en janvier et 8,9 jours en juillet. Pour la période 1991-2020, la température moyenne annuelle observée sur la station météorologique la plus proche, située sur la commune de Chauny à 19 km à vol d'oiseau, est de 11,1 °C et le cumul annuel moyen de précipitations est de 709,9 mm,. Pour l'avenir, les paramètres climatiques de la commune estimés pour 2050 selon différents scénarios d'émission de gaz à effet de serre sont consultables sur un site dédié publié par Météo-France en novembre 2022.

## Urbanisme

### Typologie
Au 1er janvier 2024, Larbroye est catégorisée bourg rural, selon la nouvelle grille communale de densité à sept niveaux définie par l'Insee en 2022.
Elle est située hors unité urbaine. Par ailleurs la commune fait partie de l'aire d'attraction de Noyon, dont elle est une commune de la couronne,. Cette aire, qui regroupe 38 communes, est catégorisée dans les aires de moins de 50 000 habitants,.

### Occupation des sols

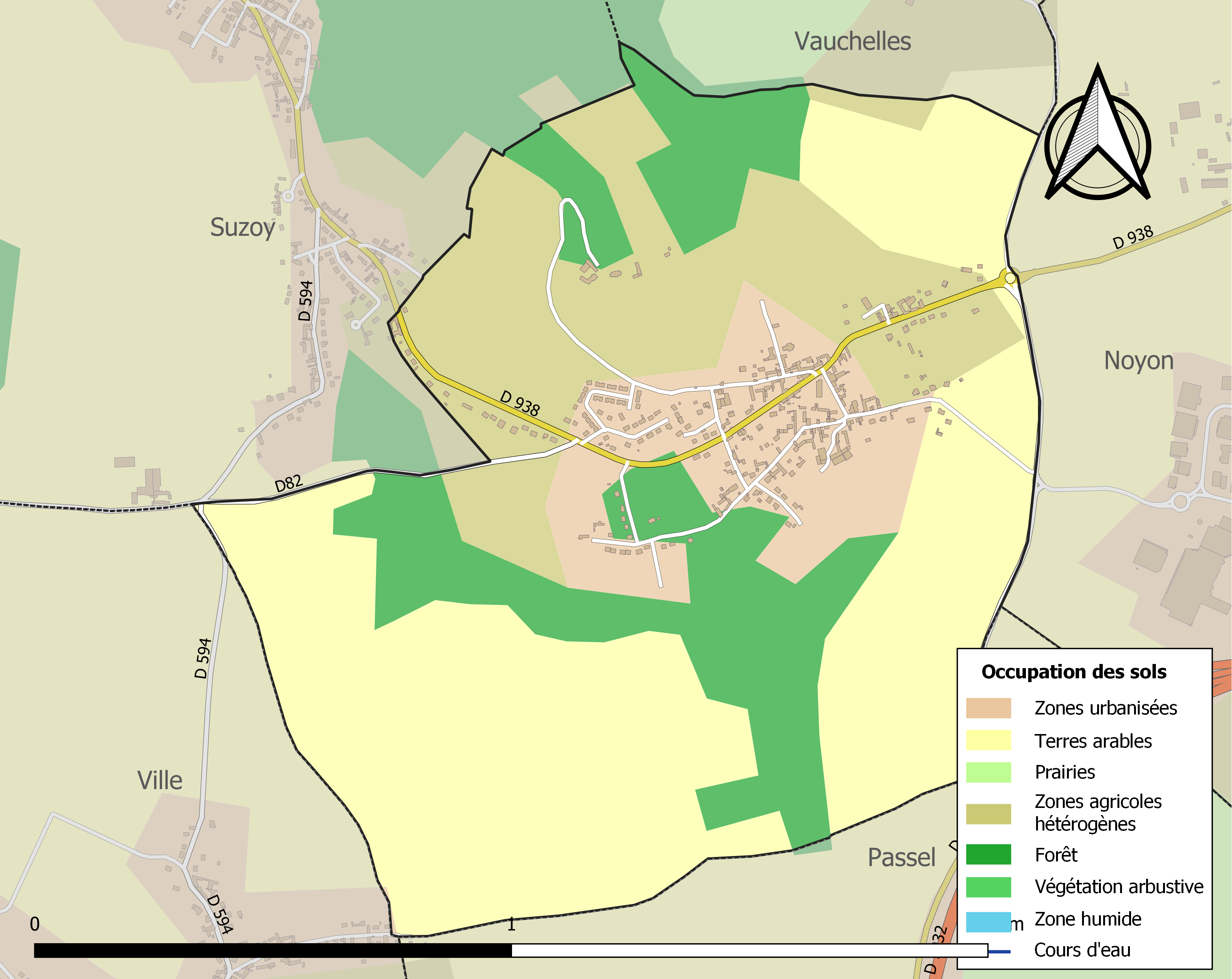
Carte des infrastructures et de l'occupation des sols de la commune en 2018 (CLC).

L'occupation des sols de la commune, telle qu'elle ressort de la base de données européenne d'occupation biophysique des sols Corine Land Cover (CLC), est marquée par l'importance des territoires agricoles (68,2 % en 2018), une proportion identique à celle de 1990 (68,2 %).
La répartition détaillée en 2018 est la suivante : terres arables (45,8 %), zones agricoles hétérogènes (22,4 %), forêts (18,7 %), zones urbanisées (13,1 %).
L'évolution de l'occupation des sols de la commune et de ses infrastructures peut être observée sur les différentes représentations cartographiques du territoire : la carte de Cassini (XVIIIe siècle), la carte d'état-major (1820-1866) et les cartes ou photos aériennes de l'IGN pour la période actuelle (1950 à aujourd'hui).

### Habitat et logement
En 2016 et 2021, le nombre total de logements dans la commune était de 202, alors qu'il était de 185 en 2011.
Parmi ces logements, 96 % étaient des résidences principales, 0,5 % des résidences secondaires et 3,5 % des logements vacants. Ces logements étaient  tous des maisons individuelles.
Le tableau ci-dessous présente la typologie des logements à Larbroye en 2021 en comparaison avec celle de l'Oise et de la France entière. Une caractéristique marquante du parc de logements est ainsi la faible proportion des résidences secondaires et logements occasionnels (0,5 %) par rapport au département (2,4 %) et à la France entière (9,7 %).
| Typologie                                               | Larbroye | Oise | France entière |
| ------------------------------------------------------- | -------- | ---- | -------------- |
| Résidences principales (en %)                           | 96       | 90,5 | 82,2           |
| Résidences secondaires et logements occasionnels (en %) | 0,5      | 2,4  | 9,7            |
| Logements vacants (en %)                                | 3,5      | 7    | 8,1            |

### Voies de communication et transports
La commune est desservie par l'ex-route nationale 38 (actuelle RD 938), qui supporte en 2016 un trafic de 5 300 véhicules journaliers et est aisément accessible par la route nationale 32.
Une voie douce, dite « voie douce du Maigremont », permet de relier le village à Noyon via le quartier Beauséjour et la zone d'activités du Mont-Renaud, évitant aux cyclistes d'emprunter la RD 938
Elle est concernée par la future déviation ouest de Noyon, qui devrait supporter un trafic de 5 000 véhicules journaliers
La commune est desservie, en 2023, par les lignes 674 et 675 du réseau interurbain de l'Oise.

## Toponymie

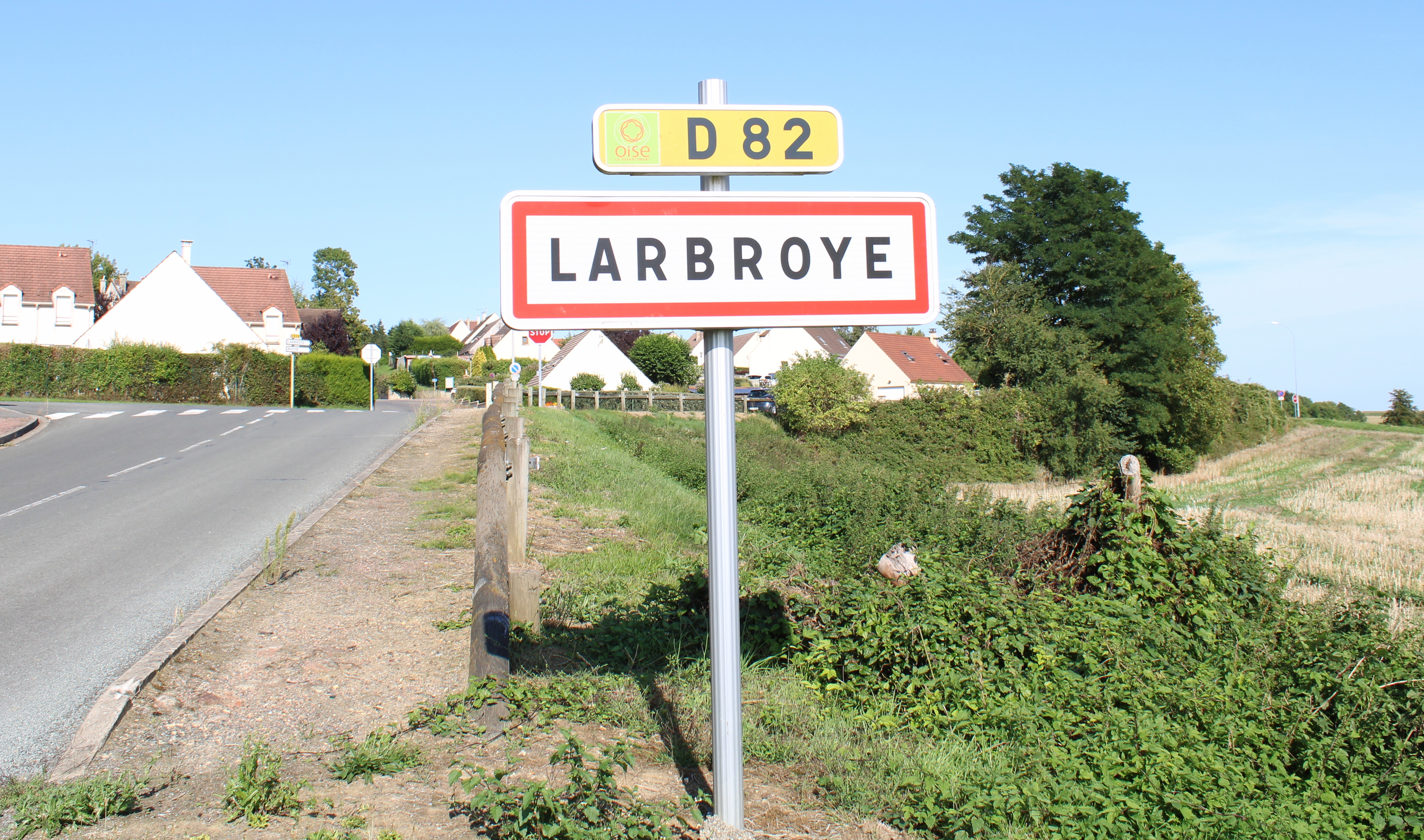
Entrée du village.

Le nom de la localité est attesté sous les formes Arboreta (1060) ; Arbreia (1098) ; alodium de Arbreia (1108) ; Arborea (1126) ; Arborea villa (1128) ; apud Arboream (1130) ; grangiam de Arborea (vers 1130) ; maioria de arborea (1136) ; vineis de arborea (1136) ; in curte de arborea (1138) ; de domo Arboree (1138) ; vineam in monte de Arboreie (vers 1180) ; de monte Arboree (1186) ; grangiam que vocatur Arbroie (1228) ; Gregorius de arborea (1241) ; es loges de Larbroie (1266) ; Labroye (vers 1300) ; apud arboream (1304) ; l'ourmissel d'Arbroie (1310) ; Arbroye (1375) ; la broie (1376) ; l'Arbroye (1384) ; la Broie (vers 1450) ; Larbroie (vers 1450) ; l'Arbroie (vers 1517) ; Larbrois (1640) ; Lar Broye (1667) ; Larbroy (vers 1700) ; Larbroye (1840).
Le français arbre en tant que tel n'est pas fréquent dans la toponymie. Les dérivés du type arbrée, arbroie ont pu désigner des vergers,.

## Histoire

### Antiquité
Au site du Petit-Ourscamps ont été retrouvées des poteries communes d'époque gallo-romaine

### Moyen Âge
Larbroye possédait des carrières de pierre de bonne qualité dont certaines servirent à la construction du beffroi de Noyon en 1328

### Temps modernes

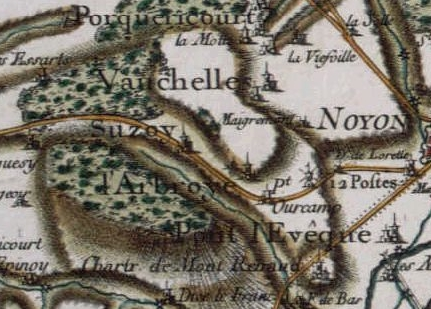
Carte de Cassini de Larbroye et des environs (vers 1750)

Sur la Carte de Cassini (vers 1750), le nom du village est écrit l'Arbroye.
Au XVIIIe siècle, des vignes étaient cultivées sur territoire de la paroisse: une ordonnance royale du 27 août 1771 nomme un garde pour surveiller les vignobles.
Le village possédait un pressoir banal.
Sous l'Ancien Régime, la paroisse relevait de la coutume de Noyon.
Au début de la Révolution française, l'abbaye d'Ourscamp indiquait posséder à Larbroye « 16 set. de mauvaises terres, et 17 set. partie de 10 set. en vignes, et le surplus en Savart, où se trouve une maison reconstruite depuis deux ans, pour cause de vetusté, un pressoir, fournil et étable, laquelle maison est occupée par un concierge qui veille à la conduite des travaux nécessaires aux vignes.... que tout le vin qui en provient est consommé dans la maison d'Ourscamp... »

### Époque contemporaine
La commune de Suzoy, instituée par la Révolution française, a été fugacement rattachée à celle de Larbroye de 1828 à 1832. Elle achète une maison d'école en 1838. Un nouveau bâtiment est construit et inauguré en 1845.

Larbroye au tout début du XXe siècle
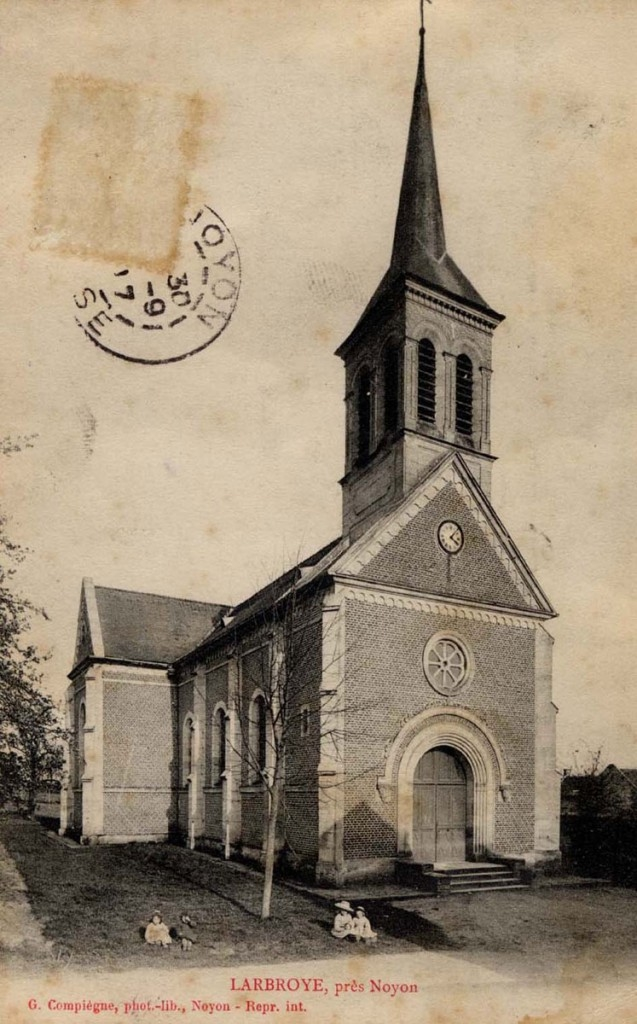
L'église avant 1914.
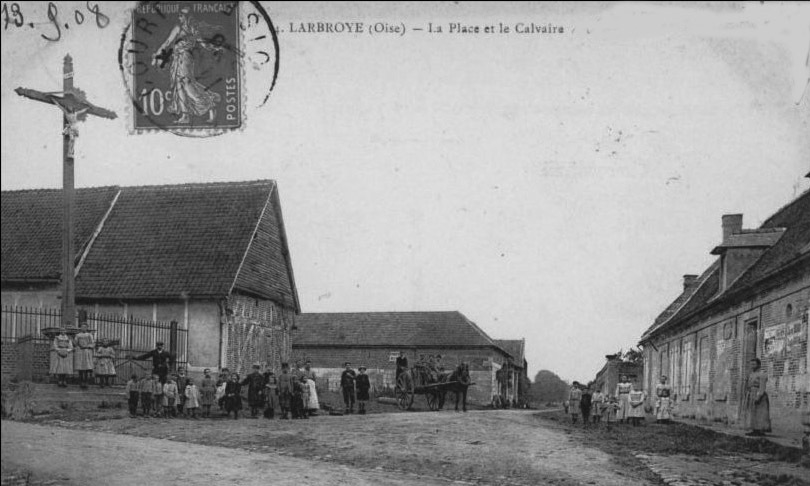
Carte postale du village avant 1914.

Première Guerre Mondiale
Dès le début du mois de septembre 1914, Larbroye, comme toute la région, est occupé par l'armée allemande et restera loin du front qui se stabilisera à quelques kilomètres à sud-ouest vers Lassigny et Ribécourt-Dreslincourt jusqu'au début de 1917. Les occupants se livreront à de nombreuses exactions sur les habitations.
Le propriétaire du château, soupçonné d'espionnage fut emprisonné à Noyon. Quand il revint fin septembre, son château avait été pillé et incendié par l'ennemi.
Pendant 30 mois les habitants vivront sous le joug des occupants qui réquisitionnent des pièces dans les habitations, le matériel, la nourriture et obligent hommes et femmes à travailler dans les champs pour nourrir les soldats du front.
En février 1917, lors du retrait des Allemands sur la ligne Hindenburg, le village est évacué par l'ennemi. Le secteur passe sous contrôle allié et sera de nouveau repris par l'ennemi lors de l'offensive du printemps de mars 1918. C'est au cours de cette période que les bombardements feront de nombreux dégâts à la mairie, à l'église et aux habitations. Ce n'est que début octobre 1918 que le secteur sera définitivement repris.
Le village est considéré comme détruit à la fin de la guerre et a  été décoré de la Croix de guerre 1914-1918, le 15 février 1921.
Après l'Armistice, peu à peu les habitants  revinrent s'installer à Larbroye. Pour eux commença une longue période de plus de dix ans de reconstruction des habitations (maisons provisoires), des fermes, des bâtiments publics, des routes.
- Larbroye détruit pendant la Première Guerre mondiale'

"Larbroye
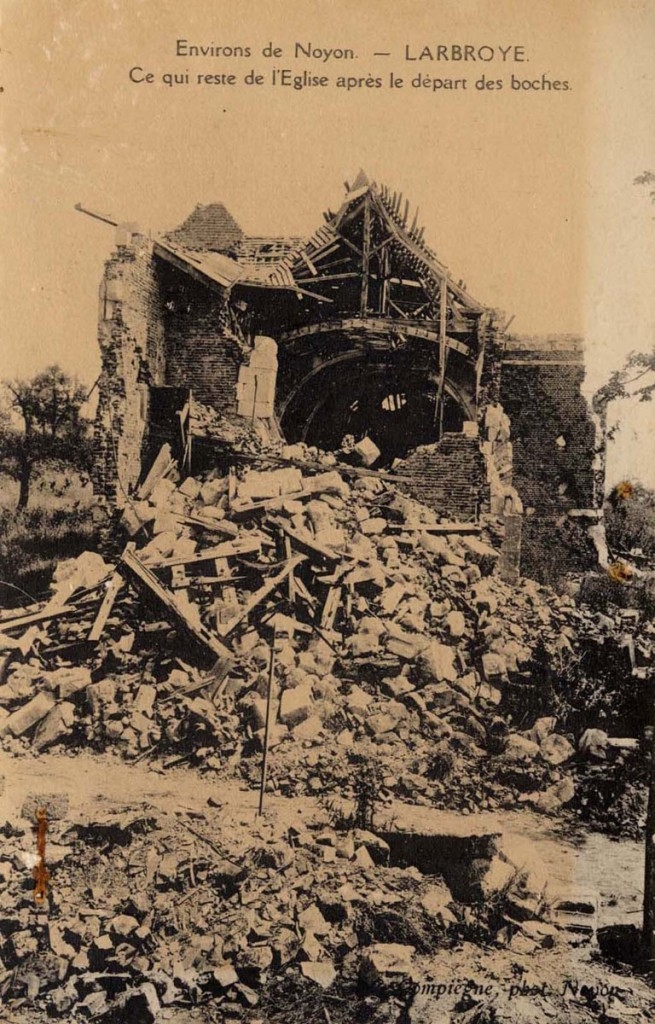
État de l'église à la fin de la guerre.
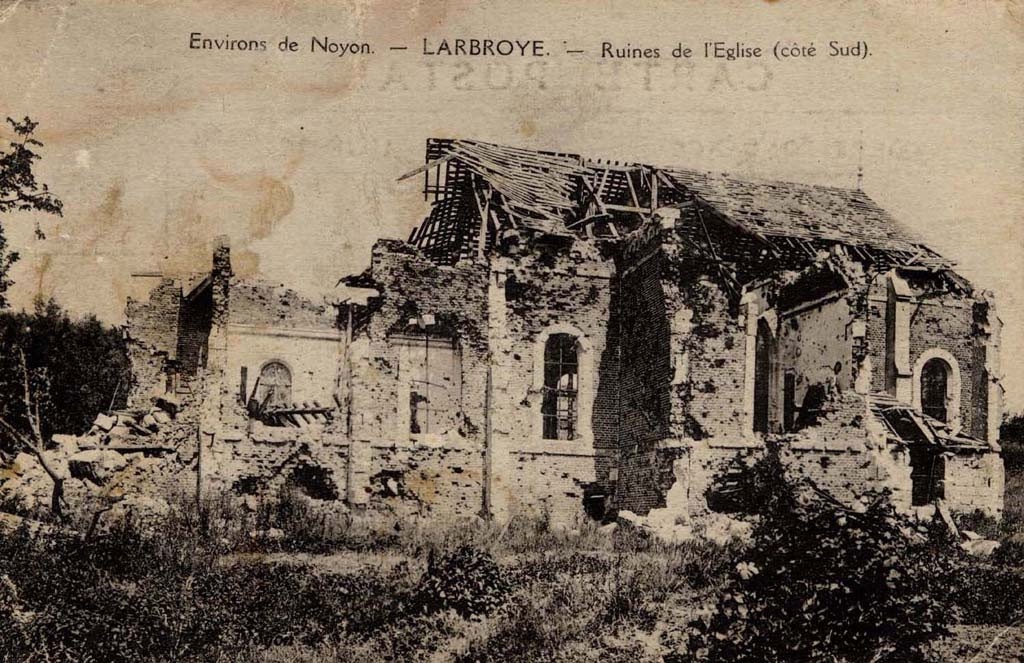
Ruines de l'église à la fin de la guerre.
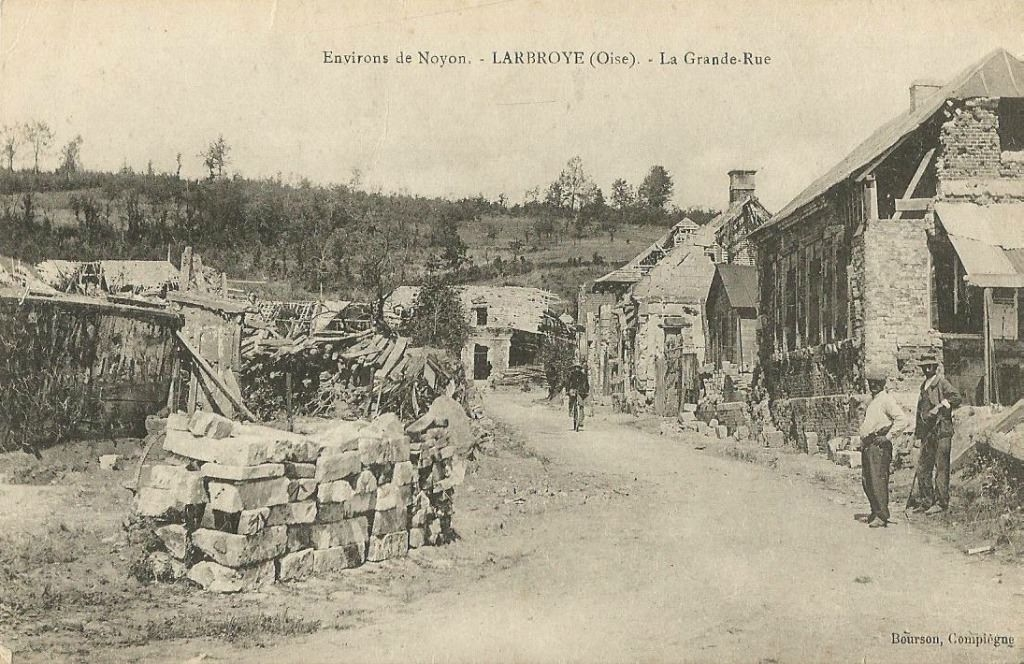
État du village en 1918.
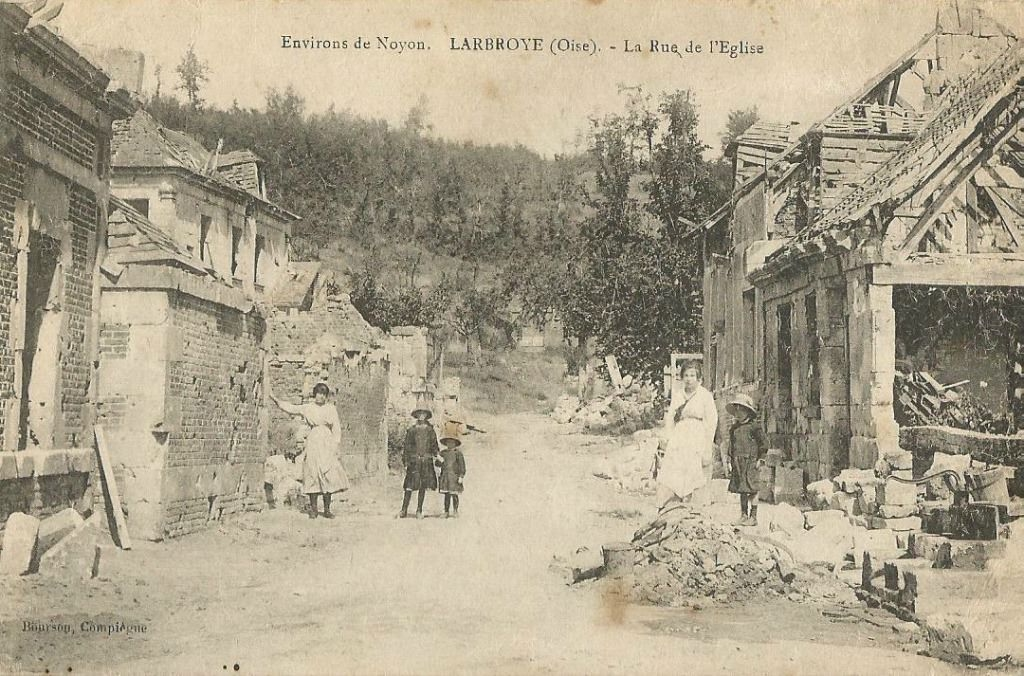
La rue de l'église en 1918.
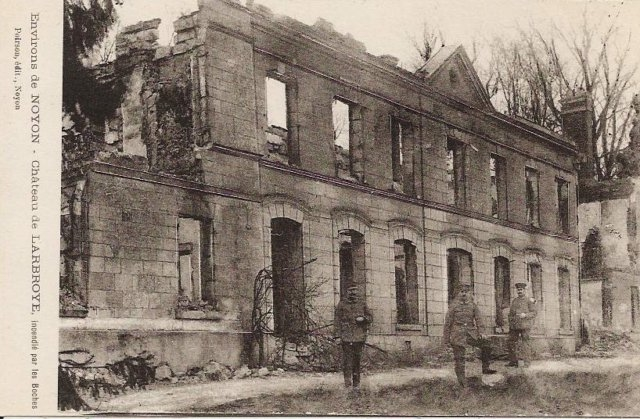
Ruines du château incendié en septembre 1914 devant lequel paradent des soldats allemands.
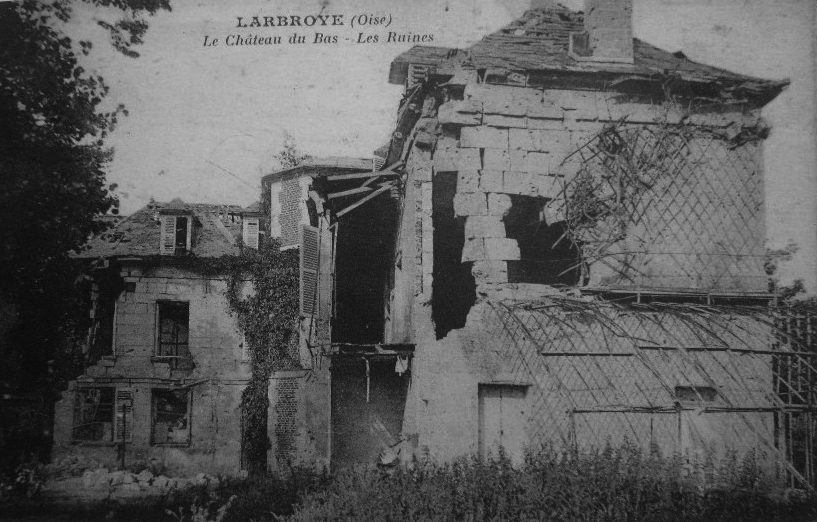
Ruines du château du bas en 1918.

## Politique et administration

### Rattachements administratifs et électoraux
La commune se trouve  dans l'arrondissement de Compiègne du département de l'Oise. Pour l'élection des députés, elle fait partie depuis 1988 de la sixième circonscription de l'Oise.
Elle fait partie depuis 1801 du canton de Noyon. Dans le cadre du redécoupage cantonal de 2014 en France, ce canton, dont la commune est toujours membre, est modifié, passant de 23 à 42 communes.

### Intercommunalité
La commune est membre de la communauté de communes du Pays Noyonnais, créée en 1994 sous le nom de communauté de communes de la haute vallée de l'Oise et qui succédait au district de la haute vallée de l'Oise.

### Liste des maires
| Période                                  | Période                        | Identité          | Étiquette | Qualité                        |
| ---------------------------------------- | ------------------------------ | ----------------- | --------- | ------------------------------ |
| Les données manquantes sont à compléter. |                                |                   |           |                                |
|                                          |                                |                   |           |                                |
| 1982                                     | octobre 2006                   | Gilbert Giraudeau |           | Mort en fonction               |
| décembre 2006                            | mars 2014                      | Michèle Nguyen    |           |                                |
| mars 2014,                               | En cours (au 30 novembre 2023) | Didier Wattiaux   |           | Retraité d'entreprise publique |

## Population et société

### Démographie

#### Évolution démographique
L'évolution du nombre d'habitants est connue à travers les recensements de la population effectués dans la commune depuis 1793. Pour les communes de moins de 10 000 habitants, une enquête de recensement portant sur toute la population est réalisée tous les cinq ans, les populations de référence des années intermédiaires étant quant à elles estimées par interpolation ou extrapolation. Pour la commune, le premier recensement exhaustif entrant dans le cadre du nouveau dispositif a été réalisé en 2008.

En 2022, la commune comptait 511 habitants, en évolution de +0,79 % par rapport à 2016 (Oise : +0,87 %, France hors Mayotte : +2,11 %).
| 1793 | 1800 | 1806 | 1821 | 1831 | 1836 | 1841 | 1846 | 1851 |
| ---- | ---- | ---- | ---- | ---- | ---- | ---- | ---- | ---- |
| 262  | 225  | 216  | 252  | 639  | 251  | 247  | 223  | 232  |

| 1856 | 1861 | 1866 | 1872 | 1876 | 1881 | 1886 | 1891 | 1896 |
| ---- | ---- | ---- | ---- | ---- | ---- | ---- | ---- | ---- |
| 239  | 232  | 214  | 223  | 207  | 203  | 200  | 174  | 180  |

| 1901 | 1906 | 1911 | 1921 | 1926 | 1931 | 1936 | 1946 | 1954 |
| ---- | ---- | ---- | ---- | ---- | ---- | ---- | ---- | ---- |
| 214  | 211  | 199  | 162  | 200  | 202  | 200  | 184  | 210  |

| 1962 | 1968 | 1975 | 1982 | 1990 | 1999 | 2006 | 2008 | 2013 |
| ---- | ---- | ---- | ---- | ---- | ---- | ---- | ---- | ---- |
| 210  | 221  | 270  | 267  | 376  | 373  | 448  | 470  | 494  |

| 2018 | 2022 | - | - | - | - | - | - | - |
| ---- | ---- | - | - | - | - | - | - | - |
| 514  | 511  | - | - | - | - | - | - | - |

#### Pyramide des âges
La population de la commune est relativement jeune.
En 2018, le taux de personnes d'un âge inférieur à 30 ans s'élève à 38,4 %, soit au-dessus de la moyenne départementale (37,3 %). À l'inverse, le taux de personnes d'âge supérieur à 60 ans est de 20,8 % la même année, alors qu'il est de 22,8 % au niveau départemental.
En 2018, la commune comptait 251 hommes pour 263 femmes, soit un taux de 51,17 % de femmes, légèrement supérieur au taux départemental (51,11 %).
Les pyramides des âges de la commune et du département s'établissent comme suit.
| Hommes | Classe d’âge | Femmes |
| ------ | ------------ | ------ |
| 0,4    | 90 ou +      | 0,8    |
| 4,4    | 75-89 ans    | 6,1    |
| 17,5   | 60-74 ans    | 12,5   |
| 20,7   | 45-59 ans    | 21,7   |
| 19,5   | 30-44 ans    | 19,8   |
| 15,5   | 15-29 ans    | 15,2   |
| 21,9   | 0-14 ans     | 24,0   |

| Hommes | Classe d’âge | Femmes |
| ------ | ------------ | ------ |
| 0,5    | 90 ou +      | 1,4    |
| 5,5    | 75-89 ans    | 7,6    |
| 15,6   | 60-74 ans    | 16,3   |
| 20,8   | 45-59 ans    | 20     |
| 19,4   | 30-44 ans    | 19,4   |
| 17,6   | 15-29 ans    | 16,2   |
| 20,6   | 0-14 ans     | 19,1   |

## Culture locale et patrimoine

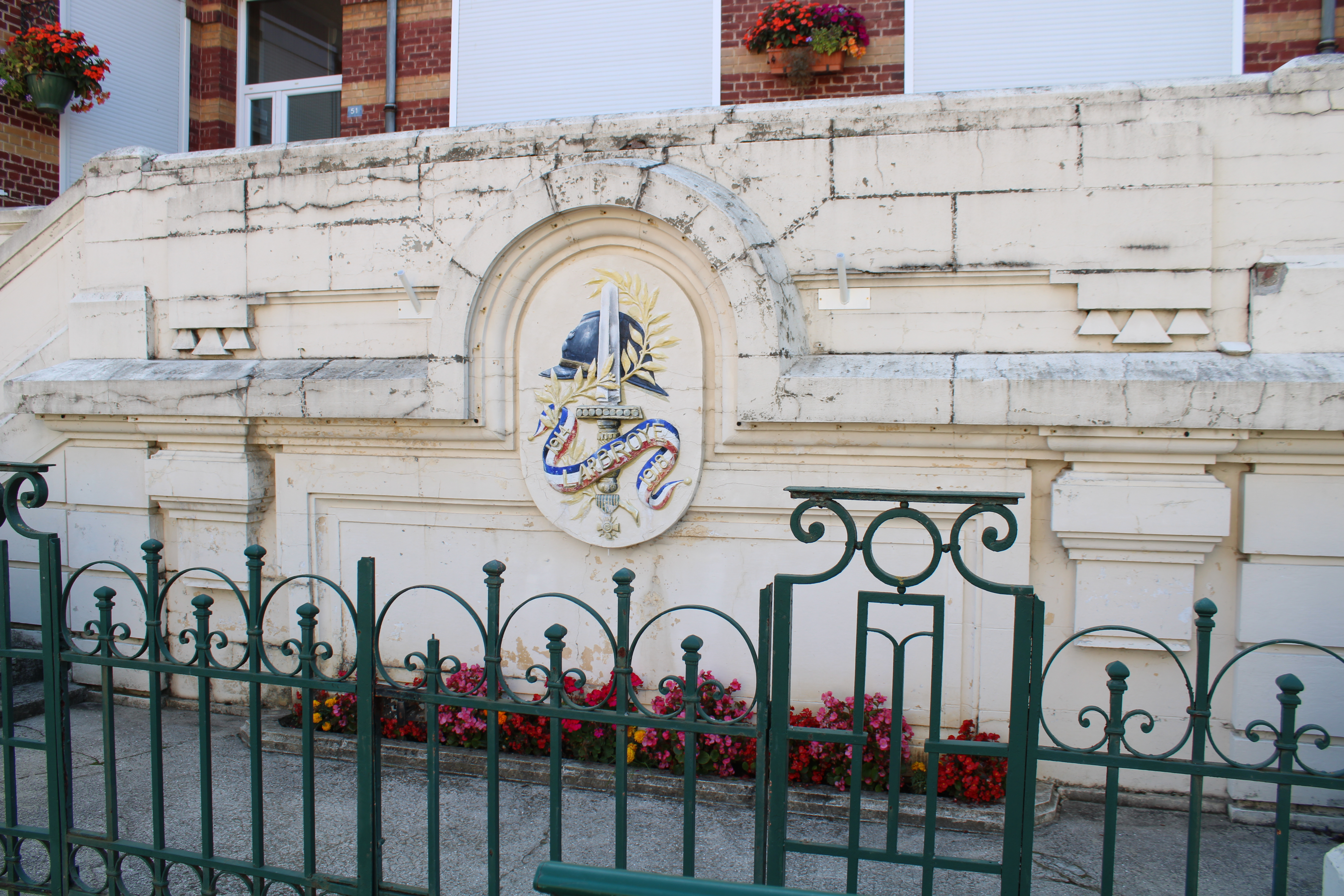
Le monument aux morts.

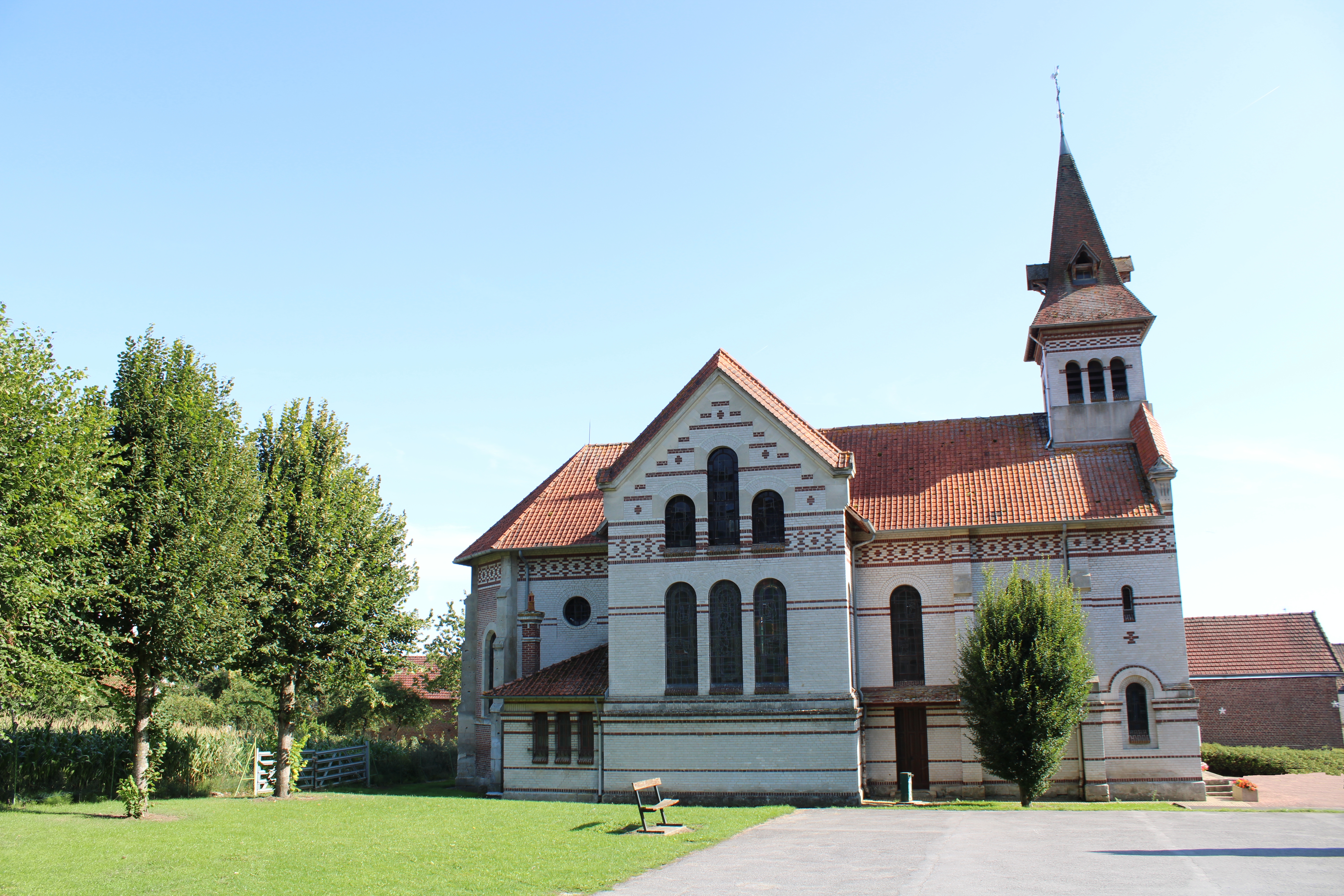
L'église St-Pierre-ès-Liens.

### Lieux et monuments
- La mairie-école actuelle est reconstruite après la Deuxième Guerre mondiale[27].
- Église Saint Pierre-ès-Liens de Larbroye. Détruite pendant la Première Guerre mondiale, l'église est reconstruite sur les plans de l'architecte J.M. Warin, en conservant une partie du chœur de l'église du XIXe siècle[43].
- Maisons de la Reconstruction, 52 et 60 rue de Noyon[44], et 247 rue de Montdidier[45].
- Château de Larbroye, propriété des Marcotte devenue par héritage, propriété de Marie Marcotte d'Argenteuil, épouse de Alexandre Legentil, bombardé par les Allemands, démoli et pillé en juin 1918[46].

### Personnalités liées à la commune
- Philippe Marcotte, seigneur de Pyn (1742-1791), receveur des fermes à Noyon et Doullens[réf. nécessaire].
- Alexandre Legentil[pourquoi ?] (1821-1889), initiateur du projet de la basilique du Sacré-Cœur de Montmartre.

### Héraldique
| Blason de Larbroye | Blason  | Tiercé en fasce : au premier d'azur à l'ours au naturel, au second d'argent à l'arbre de sinople, au troisieme parti au premièr de sable à la broye d'argent et au second de gueules à la fasce d'argent. |
| Blason de Larbroye | Détails | Le statut officiel du blason reste à déterminer. |

## Pour approfondir